# ماریانو گونزالس
ماریانو گونزالس (اسپانیایی: Mariano González‎؛ زادهٔ ۵ مهٔ ۱۹۸۱) بازیکن سابق فوتبال اهل آرژانتین است.
از باشگاه‌هایی که در آن بازی کرده‌است می‌توان به باشگاه فوتبال پالرمو، باشگاه فوتبال پورتو، باشگاه فوتبال راسینگ کلوب آویاندا، باشگاه فوتبال اینتر میلان، باشگاه فوتبال آرسنال ساراندی، باشگاه فوتبال استودیانتس، باشگاه فوتبال پورتو و باشگاه فوتبال اتلتیکو هوراکان اشاره کرد.